# Цифрова валута
Цифрова валута или цифрови пари е средство за размяна в интернет, което се различава от физическите форми на валута (като банкнота и монета), има същите свойства като тях, но позволява осъществяването на мигновени трансакции и презгранично прехвърляне на собствеността. Виртуалната валута и криптовалутите са типове цифрова валута, но не и обратното. Както и с традиционните пари, с тях може да се купуват физически стоки и услуги, но могат и да им бъдат налагани ограничения да се използват в определени общности, например онлайн игри или социални мрежи. Например биткойн е известна като „децентрализирана цифрова валута“, което означава, че няма център за контрол на предлагането.

## История
Появата на цифрова валута се свързва с дот-ком балона от края на 1990-те. Една от първите е E-gold, основана през 1996 и гарантирана със злато. Друга известна валутна услуга е Liberty Reserve, основана през 2006, която позволява на потребителите да превръщат щатски долари или евро в Liberty Reserve Dollars или евро и да ги разменят помежду си срещу такса от 1%. Двете услуги са централизирани, имената им се свързват с пране на пари и в крайна сметка са затворени от щатското правителство. Нарасналият интерес към криптовалутите, преди всичко биткойн, провокира подновяване на интереса към цифровите валути.